# Glacier du Rhin

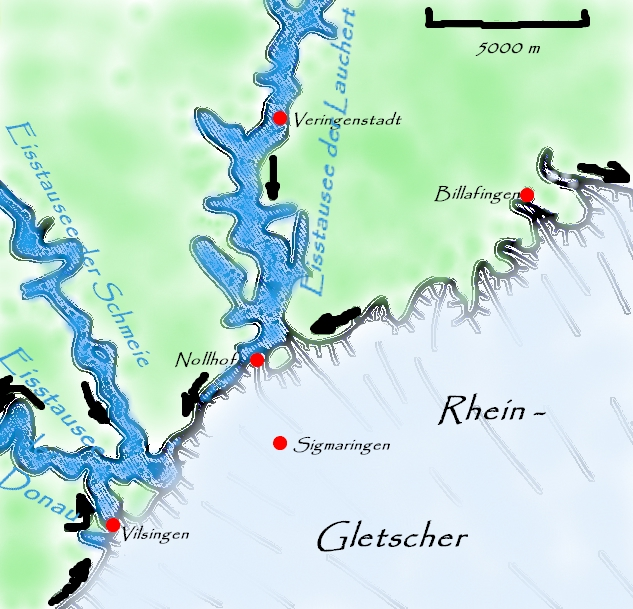
Le front du glacier du Rhin près de Sigmaringen lorsqu'il bloquait le cours du Danube pendant la glaciation de Riss.

Le glacier du Rhin est le nom donné au glacier préhistorique qui s'écoulait dans la haute vallée du Rhin. Il a eu une grande influence sur la topographie de la Suisse orientale mais aussi sur celle du sud du Bade-Wurtemberg où il a comblé les anciennes vallées et déposé de nouvelles moraines. Il est la cause du creusement  du lac de Constance et a contribué à la formation des chutes du Rhin près de Schaffhouse. Dans les vallées, son épaisseur dépassait 1 000 mètres.
Il s'est formé plusieurs fois au quaternaire (moins de 2,6 millions d'années). Les deux dernières sont les plus connues : la glaciation de Würm (-75 000 à -10 000) et la glaciation de Riss, à la fin de laquelle il a atteint son extension maximale (vers -130 000 ans). À cette époque, il s'étendait au nord jusqu'à la vallée du Danube dont il bloquait le cours supérieur ainsi que celui de la Lauchert en formant un lac de barrage dont les eaux atteignaient l'altitude de 684 mètres et étaient forcées de s'écouler vers le Neckar. À l'est, il a poussé ses moraines jusqu'à Biberach an der Riß, la localité qui a donné son nom à la glaciation de Riss. 

## Extension maximale würmienne
Lors de la glaciation de Würm, les glaces venues des hautes vallées du bassin du Rhin se sont aussi répandues sur l'avant-pays et y ont formé un lobe glaciaire. La glacier a atteint son étendue maximale (moins importante qu'au Riss) dans cette région il y a un peu plus de 20 000 ans avant de fondre rapidement. Les températures étaient alors inférieures de 10 °C aux températures actuelles, le climat relativement sec avec seulement 200 mm de précipitations par an et la limite des neiges éternelles était descendue à 1 100 m d'altitude.  
Les glaces recouvrant l'Allgäu provenaient essentiellement de la vallée de l'Ill dans le Vorarlberg, celles en provenance de la forêt de Bregenz étaient repoussées dans les vallées du Rotach et du Weissach. Elles s'étendaient jusqu'à Isny, Leutkirch et Schussenried.
Côté suisse, le glacier du Rhin se séparait en deux langues au niveau de Sargans. La première suivait la vallée du Rhin et allait creuser le lac de Constance tandis que l'autre obliquait vers l'ouest pour aller rejoindre le glacier de la Linth en s'écoulant par-dessus les lacs du Walenstadt et de Greifen et finir dans la vallée de la Glatt. La vallée parallèle du lac de Zurich a été formée par les glaces de la Linth. Les glaces s’étendaient jusqu'à Schaffhouse et Bülach.
Le glacier du Rhin s'élançait à partir d'un dôme de glace au-dessus de Disentis qui dépassait l'altitude de 2 800 m. Il atteignait 2 000 m à Coire, 1 500 m à Feldkirch, 1 200 m à Bregenz, 1 000 m à Rapperswil et à Friedrichshafen, 900 m à Constance et à Ravensbourg, 700 m à Zurich et à Singen.